# سبيس باور
سبيس باور (بالإنجليزية: Space Power) أو اختصاراً بـSPTV كانت قناة عربية ضمن مجموعة سبيستون موجهة لفئة الشباب والمراهقين، بدأت بثها في عام 2007. اعتمدت القناة على مركز الزهرة للدبلجة، وخصصت فقراتها لبرامج متنوعة مثل المانغا، الدراما، الرياضة، العلوم، الترفيه، والأفلام، بهدف تقديم محتوى يناسب فئة الشباب بطريقة مشابهة لقناة سبيستون، لكن بأسلوب مختلف وموجّه لفئة عمرية أكبر.
بدأ البث التجريبي للقناة في 8 مارس 2008، وأُطلقت رسميًا في 1 نوفمبر 2008. وفي 2011، تغير اسم القناة إلى SPTV واستمرت تحت هذا الاسم حتى 28 أبريل 2014، حيث توقفت عن البث.

## برامج المحطة
للقناة العديد من البرامج المنوعة، وبعض البرامج من إنتاج القناة.

### برامجالأنمي
- سيف النار، (بالإنجليزية: Fist Of The North Star) (باليابانية: 北斗の拳) قبضة نجم الشمال.
- ناروتو من الموسم 1 إلى الموسم 3 (بالإنجليزية: Naruto) (باليابانية: ナルト).
- ون بيس من الموسم 1 إلى الموسم 2 (بالإنجليزية: One Piece) (باليابانية: ワンピース).
- المحقق كونان من الموسم 5 إلى الموسم 7 (بالإنجليزية: Detective Conan) (باليابانية: 名探偵 コナン).
- صانع السلام (بالإنجليزية: Peace Maker) (باليابانية: PEACE MAKER鐵).
- إينيوشا (بالإنجليزية: InuYasha) (باليابانية: 犬夜叉) انوياشا.
- شينوبي (بالإنجليزية: Basilisk) (باليابانية: バジリスク～甲賀忍法帖～).
- قتال الطيف (بالإنجليزية: Shura no Toki) (باليابانية: 修羅の刻).
- الصياد (بالإنجليزية: Solty-Rei).
- مونت كريستو (بالإنجليزية: The Count of Monte Cristo) (بالفرنسية: Le Conte de Monte-Cristo).
- ساكورا (بالإنجليزية: Sakura Wars) (باليابانية: サクラ大戦).
- القط الأسود (بالإنجليزية: Black Cat) (باليابانية: Black Cat).
- التحدي الكبير (بالإنجليزية: Hero Tales).
- الملاذ الأخير (بالإنجليزية: The Last Exile).
- الأشاوس (بالإنجليزية: Mobi Dick).
- أسطورة النسر (بالإنجليزية: Glass Fleet).
- Bleach.
- Gintama.
- شعلة ريكا (بالإنجليزية: Flames of Recca).
- السراب (بالإنجليزية: Fushigi Yugi).
- ساموراي 7.
- هاجيكي
- ميغالوبوكس (بالإنجليزية: Megalo Box) (فقط في قسم سبيس باور على سبيستون غو فقط)
- ماجيك كايتو (بالإنجليزية: Magic Kaito) (فقط في قسم سبيس باور على سبيستون غو فقط)

### المسلسلاتالدرامية
- السيف والرقعة الحاسمة(بالإنجليزية: The Sword And The Chess Of Death).
- الرجل الخارق الساموراي(بالإنجليزية: superhuman Samurai).
- بنات الميتم. [الإسبانية–الاصلية–: Chiquititas]
- بريزون بريك - prison break
- ستار تريك - Star trek
- هيتي فيذر   - Hetty Feather (فقط على فقرة سبيس باور وقسم سبيس باور على تطبيق سبيستون غو)

### البرامجالتثقيفية
- Dr.Know - (بالإنجليزية: Dr.Know).
- روائع الطيران - (بالإنجليزية: Flight Fantastic).
- أقوى رجل في العالم - (بالإنجليزية: Met-rx) الأجزاء 1,2,3.
- مواقع وابطال - (بالإنجليزية: Youth Only Zone) منطقة للشباب فقط.
- عالم هجمات اسماك القرش.
- جيم باور - (بالإنجليزية: Game Power).
- المصارعة الحرة - (بالإنجليزية: WWE Experience).
- Spellz - (بالإنجليزية: Spellz).
- المواجهة الحيوانية - (بالإنجليزية: Animal Face Off).
- Zach's Ultimate Guide - (بالإنجليزية: Zach's Ultimate Guide).
- جسم الإنسان.
- Next World.
- Candid Camera

### الأفلام المعروضة
- عرضت القناة العديد من الأفلام منها ما هو درامي ومنها ما هو أنمي ويتم عرض الأفلام حسب الجدول الزمني للقناة: يوم الأحد من كل أسبوع الساعة العاشرة ..وهي:

1. الفرسان الثلاثة (فيلم 1993)
2. Drift.
3. الإنتظار في الظلام
4. The Matrix.
5. أنستازيا (فيلم 1997)
6. كونان في اللحظة الأخيرة.
7. Vexille.
8. شبح القطار
9. السيد نيس غي (فيلم 1997)
10. Shaolin Soccer
11. Titan.
12. غيغيغي نو كيتارو (فيلم 2007)
13. كونان: الهدف الرابع عشر.
14. كونان: الرجل اللغز.
15. كونان: الشاهدة الوحيدة

## عودة سبيس باور
عادت سبيس باور في نوفمبر 2016 كفقرة على سبيستون تبدأ الفقرة من الساعة 10:30 مساءً وحتى منتصف الليل

## أنظر أيضا
- قائمة برامج قناة سبيس باور
- قائمة برامج قناة سبيستون

## وصلات خارجية
- الموقع الرسمي.
- موقع شباب سبيس باور.
- برامج سبيس بور على شبكة المتيم.
- تقرير عن بعض البرامج المعروضة.

- قناة سبيس باور  على يوتيوب